# Louvigné-du-Désert
Louvigné-du-Désert (en bretó Louvigneg-an-Dezerzh) és un municipi francès, situat a la regió de Bretanya, al departament d'Ille i Vilaine. L'any 2006 tenia 3.834 habitants.

## Demografia
| 1882                                       | 1962  | 1968  | 1975  | 1982  | 1990  | 1999  |
| ------------------------------------------ | ----- | ----- | ----- | ----- | ----- | ----- |
| 3.583                                      | 3.880 | 3.983 | 4.298 | 4.445 | 4.260 | 4.034 |
| Des de 1962: població sense dobles comptes |       |       |       |       |       |       |

## Administració
| Període   | Identitat            | Partit        |
| --------- | -------------------- | ------------- |
| 1989-2008 | Marie-Françoise Jacq | UMP           |
| 2008-     | Jean-Pierre Oger     | Divers droite |